# Поду-Пітарулуй
Поду-Пітарулуй (рум. Podu Pitarului) — село у повіті Келераш в Румунії. Входить до складу комуни Плетерешть.
Село розташоване на відстані 24 км на південний схід від Бухареста, 77 км на захід від Келераші.

## Населення
За даними перепису населення 2002 року у селі проживала 531 особа. Рідною мовою 530 осіб (99,8%) назвали румунську.
Національний склад населення села:
| Національність | Кількість осіб | Відсоток |
| -------------- | -------------- | -------- |
| румуни         | 509            | 95,9%    |
| цигани         | 21             | 4,0%     |